# British Board of Film Classification
British Board of Film Classification (BBFC, cunoscută anterior ca British Board of Film Censors) este o organizație neguvernamentală fondată de industria cinematografică în 1912 și responsabilă pentru clasificarea națională și cenzura filmelor proiectate în cinematografe și a diverselor lucrări video (cum ar fi programe de televiziune, reclame, conținut bonus, informații publice etc.) lansate pe suporturi fizice în Regatul Unit. În conformitate cu Legea înregistrărilor video din 1984 (Video Recordings Act 1984), clasifică toate lucrările video lansate pe VHS, DVD, Blu-ray (inclusiv formatele Blu-ray 3D și 4K UHD) și, într-o măsură mai mică, unele jocuri video. BBFC a fost, de asemenea, autoritatea de reglementare desemnată pentru schema de verificare a vârstei din Marea Britanie (UK age-verification scheme), care a fost abandonată înainte de a fi implementată.